# Lokomotiv Kuban
El Lokomotiv Kuban és un club de bàsquet rus de la ciutat de Krasnodar fundat el 1946. La temporada 2019-2020 participa en la VTB United League i l'Eurocup.

## Història
El Lokomotiv va ser fundat el 1946 a la ciutat de Mineralnye Vody i fins al 1994 no va formar part de l'elit del basquetbol rus. El 1999 es va classificar per primera vegada per competir en una competició europea. El 2003 el club es va traslladar de Mineralnye Vody a Rostov-on-Don, ciutat més pròspera econòmicament, i es va canviar el nom per Lokomotiv Rostov. El 2009 es va decidir traslladar l'equip per segona vegada a la ciutat de Krasnodar i el club va canviar de nom adoptant l'actual de Lokomotiv Kuban.

## Pavellons
El Lokomotiv Kuban disputa els seus partits com a local al Basketball Hall Arena, que va ser inaugurat el 2011 i que té capacitat per 7.500 espectadors.